# Omotische talen
De Omotische talen zijn een genetisch verwante groep talen die gesproken worden in noordoostelijk Afrika, bijna uitsluitend in zuidwestelijk Ethiopië. De meeste wetenschappers classificeren het Omotisch als een onafhankelijke hoofdtak van de Afro-Aziatische taalfamilie. Het omvat bijna 30 talen met ongeveer 4 miljoen sprekers. De naam is afgeleid van de rivier de Omo, die door delen van de Omotisch-sprekende gebieden stroomt.

## Sociolinguïstische situatie
De meeste Omotische talen worden in beperkte gebieden gesproken, waarbij moedertaalsprekers een gesloten etnische groep vormen op basis van hun eigen opvattingen en etnologische criteria. Talen kennen doorgaans meerdere regionale variëteiten, die onderling verstaanbaar zijn; in sommige gevallen wordt één variëteit door moedertaalsprekers als bijzonder "goed" en "zuiver" beschouwd. De sociolectale structuur van het Yem vertegenwoordigt een uniek geval binnen het Omotisch. In sommige gebieden vormen de Omotische talen een regionaal beperkte lingua franca, en op markten worden vaak meerdere talen tegelijk gebruikt, waardoor de meeste mensen in deze regio's twee of drie regionale talen spreken. Het Amhaars wordt gebruikt als onderwijstaal, als taal voor missie en als bestuurstaal, maar wordt slechts in beperkte mate als lingua franca gebruikt. Geen Omotische taal wordt in grote mate gebruikt voor de publicatie van gedrukte werken, hoewel dit steeds meer door de bevolking wordt gewenst, vooral sinds de jaren 1990. Om deze reden heeft het Yem een eigen radioprogramma. De houding ten opzichte van de eigen moedertaal is vaak positief en het behoud ervan is gewenst. Desondanks worden verschillende Omotische talen met uitsterven bedreigd, omdat huwelijken tussen stammen ervoor zorgen dat minder belangrijke talen sprekers verliezen.

## Onderzoeksgeschiedenis
Schriftelijke documentatie en wetenschappelijk onderzoek naar Omotische talen begonnen pas in de 19e eeuw, in de loop van het kolonialisme en de Europese ontdekkingsreizen. In 1868 stelde Arnauld d'Abbadie de relatie vast tussen twee Gonga-talen. In 1888 presenteerde Leo Reinisch de eerste taalkundige beschrijving van een Omotische taal in zijn werk over het Kafa. In de eerste helft van de 20eeeuw verzamelden Italiaanse wetenschappers zoals Martino Mario Moreno en Carlo Conti Rossini gegevens over andere talen. In de daaropvolgende decennia gingen ook andere Europese en, steeds vaker, Ethiopische wetenschappers hiermee door. Hoewel het onderzoek de afgelopen decennia snel is verbeterd, zijn er voor veel talen slechts zeer korte en onvolledige beschrijvingen beschikbaar. Bovendien hebben veel of alle Omotische talen een zeer complexe morfologie, waarvan de werking vaak pas met een grotere hoeveelheid gegevens begrijpelijk wordt, zodat er veel vragen onbeantwoord blijven, vooral op het gebied van nominale flexie en het verbale systeem.

## Interne classificatie
Volgens de algemeen aanvaarde classificatie wordt het Omotisch verdeeld in drie takken: Noord-Omotisch, het veel kleinere Zuid-Omotisch en Mao. Zuid-Omotisch (Aaroid) bestaat uit slechts drie talen: Hamer-Banna, Aari (Ari) en Dime, die een aaneengesloten gebied vormen ten noordoosten van het Turkanameer en ten oosten van de beneden-Omo en worden gesproken door ongeveer 210.000 mensen. De grootste tak van het Noord-Omotisch is Gonga-Gimojan (ta-ne-groep), die ongeveer 15 talen omvat, verspreid over West-Ethiopië. Tot de Noord-Omotische talen behoort ook het Dizi-Sheko of Dizoid met drie talen ten westen van de Omo. Het slecht onderzochte Mao, waartoe vier talen aan de Ethiopisch-Soedanese grens behoren, vertegenwoordigt volgens de meest recente classificaties een derde tak van het Omotisch. Volgens Hayward 2003 (vergelijkbaar met Fleming 1976 en Bender 2000) heeft het Omotisch de volgende interne structuur:
| Takken         | Takken                | Takken              | Takken                   | Takken              | Talen                                          | Sprekers    |
| -------------- | --------------------- | ------------------- | ------------------------ | ------------------- | ---------------------------------------------- | ----------- |
| Noord-Omotisch | Gonga-Gimojan / Ta-Ne | Gonga/Kefoid        | Gonga/Kefoid             | Noorden             | Boro/Shinasa                                   | 20.000      |
| Noord-Omotisch | Gonga-Gimojan / Ta-Ne | Gonga/Kefoid        | Gonga/Kefoid             | Centraal            | Anfillo                                        | 500         |
| Noord-Omotisch | Gonga-Gimojan / Ta-Ne | Gonga/Kefoid        | Gonga/Kefoid             | Zuiden              | Kafa, Mocha                                    | 620.000     |
| Noord-Omotisch | Gonga-Gimojan / Ta-Ne | Gimojan             | Janjero                  | Janjero             | Yem /Janjero                                   | 85.000      |
| Noord-Omotisch | Gonga-Gimojan / Ta-Ne | Gimojan             | Gimira                   | Gimira              | Bench, She                                     | 175.000     |
| Noord-Omotisch | Gonga-Gimojan / Ta-Ne | Gimojan             | Ometo Chara/ Macro-Ometo | Chara               | Chara                                          | 7.000       |
| Noord-Omotisch | Gonga-Gimojan / Ta-Ne | Gimojan             | Ometo Chara/ Macro-Ometo | West                | Basketo                                        | 60.000      |
| Noord-Omotisch | Gonga-Gimojan / Ta-Ne | Gimojan             | Ometo Chara/ Macro-Ometo | Centraal            | Wolaytta, Gamo, Gofa, Dawro, Melo, Dorze, Oyda | 2,4 miljoen |
| Noord-Omotisch | Gonga-Gimojan / Ta-Ne | Gimojan             | Ometo Chara/ Macro-Ometo | Zuiden              | Male                                           | 55.000      |
| Noord-Omotisch | Gonga-Gimojan / Ta-Ne | Gimojan             | Ometo Chara/ Macro-Ometo | Oosten              | Koorete, Zayse-Zergulla, Kachama-Ganjule/Harro | 124.000     |
| Noord-Omotisch | Dizi-Sheko / Dizoid   | Dizi-Sheko / Dizoid | Dizi-Sheko / Dizoid      | Dizi-Sheko / Dizoid | Dizi, Sheko, Nayi                              | 49.000      |
| Mao            | Mao                   | Mao                 | Mao                      | Mao                 | Bambassi, Hozo, Seze, Ganza                    | 11.000      |
| Zuid-Omotisch  | Hamer-Banna           | Hamer-Banna         | Hamer-Banna              | Hamer-Banna         | Hamer-Banna, (Kara)                            | 45.000      |
| Zuid-Omotisch  | Aari                  | Aari                | Aari                     | Aari                | Aari                                           | 160.000     |
| Zuid-Omotisch  | Dime                  | Dime                | Dime                     | Dime                | Dime                                           | 7.000       |

## Externe classificatie

### Omotisch als tak van het Koesjitisch
De eerste poging tot een externe classificatie van Omotische talen werd gedaan door Leo Reinisch, die de hem bekende Omotische talen nog niet als een genetische eenheid erkende, maar ze samen met andere talen van Noordoost-Afrika onder de naam "Hoog-Koesjitisch" classificeerde als Koesjitische en dus Afro-Aziatische talen. In 1940 classificeerde Mario Martino Moreno de Omotische talen onder de naam "West-Koesjitisch" als een onafhankelijke tak van het Koesjitisch, waaraan de andere Koesjitische talen werden gecontrasteerd als "ani-ati-talen". Dit was gebaseerd op Moreno"s erkenning dat het "West-Koesjitisch" op fundamentele punten verschilt van de rest van het Koesjitisch. Het classificatiewerk van andere onderzoekers, zoals Joseph Greenberg, die het Zuid-Koesjitisch toevoegde aan het Koesjitisch, liet Moreno's classificatie ongewijzigd.

### Omotisch als hoofdtak van Afroaziatisch

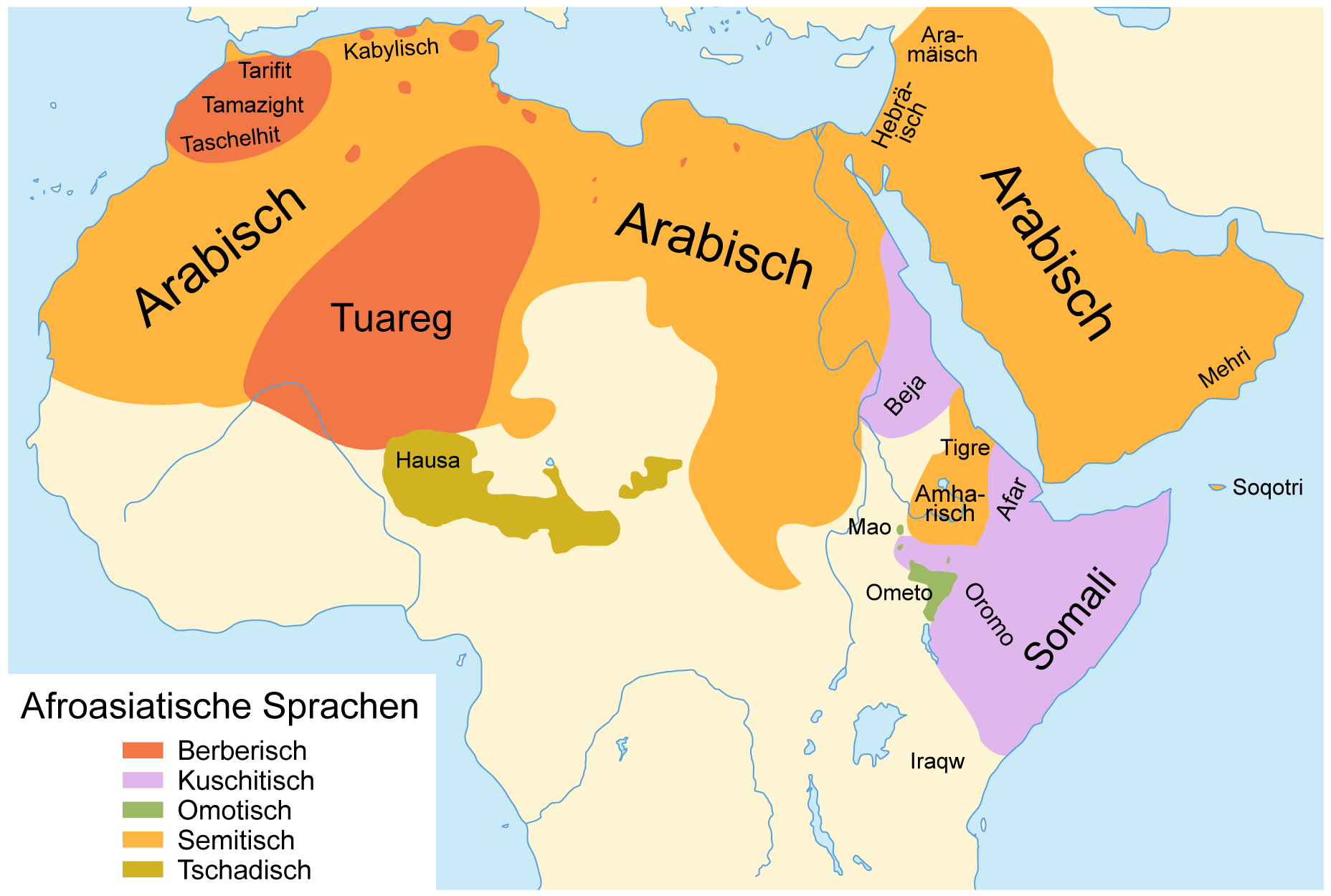
Omotisch (Groen) binnen de Afro-Aziatische talen

Vanwege de fundamentele verschillen die het Omotisch scheiden van de (andere) Koesjitische talen, scheidde Harold C. Fleming in 1969 het "West-Koesjitisch" van het Koesjitisch als "Aari-Kafa" en classificeerde het als een onafhankelijke tak van het Afro-Aziatische. In 1976 ontwikkelde hij zijn hypothese verder in Fleming en bedacht de naam "Omotisch", verwijzend naar de Omo-rivier. Als bewijs voor de status van Omotisch buiten Koesjitisch noemde hij onder andere de volgende kenmerken:
- Resultaten van lexicostatistische studies van Omotische en Koesjitische talen, waaruit blijkt dat de Koesjitische talen ongeveer 10% van het lexicon gemeenschappelijk hebben, terwijl de overeenkomsten tussen het Koesjitisch en het Omotisch onder 10% liggen
- Afwezigheid van de geslachtsmarkers k (mannelijk) en t (vrouwelijk) die typisch zijn voor het Koesjitisch in het Omotisch
- weinig overeenstemming in persoonlijke voornaamwoorden
- Afwezigheid van faryngeale geluiden bij het Omotisch

Fleming vermeldde tevens isoglossen die moesten bewijzen dat het Omotisch tot de Afro-Aziatische talen behoorde. Hieronder vielen morfologische overeenkomsten (bijvoorbeeld het causatieve achtervoegsel -s en *n "wij") en 21 lexicale overeenkomsten uit de basiswoordenschat. De overgrote meerderheid van de Afrikanisten heeft de hypothese van Fleming overgenomen, en andere wetenschappers hebben deze sindsdien ondersteund met aanvullende isoglossen uit de lexicale en morfologische gebieden. De volgende tabel geeft enkele voorbeelden:
| Basisbetekenis                       | Omotisch           | Egyptische       | Berber                 | Koesjitisch    | Semitisch                | Tsjadisch          |
| ------------------------------------ | ------------------ | ---------------- | ---------------------- | -------------- | ------------------------ | ------------------ |
| "zij"                                | Dizi: iži          | -s, sj           | Toeareg: -s            | Bedzja: -h/-s  | Akkadisch: -ša           | Hausa: Shi         |
| Veroorzakende affix                  | -S                 | S-               | Toeareg: s-            | Bedzja: -s/s-  | Akkadisch: š-            | Hausa: -r/-s       |
| Affix voor intransitieve werkwoorden | -T                 |                  | Toeareg: t-            | Somalisch: -t  | Arabisch: t-             | Bade: -d           |
| "Wij"                                | Dizi: Inu          | -n, n            | Toeareg: n-            | Bedzja: -n, n- | Arabisch: n-, -nā, -na   |                    |
| "Bot"                                | Dime: ḳus          | qs (*qĕ́s)        | Kabylisch: iɣəs        |                |                          | Hausa: ƙàshii      |
| "Naam"                               | Bench: sum         |                  | Kabylisch: isəm        |                | Arabisch: isme           | Bole: zon          |
| "Tong, lik"                          | Dime: lits'- "lik" | ns (*lĕ́s) "tong" | Kabylisch: iləs "tong" |                | Akkadisch: lišānu "tong" | Bole: lisìm "tong" |

De positie ervan binnen de Afro-Aziatische taalfamilie is nog niet definitief opgehelderd. Niet in de laatste plaats vanwege de grote verschillen tussen het Omotisch en de rest van de Afro-Aziatische talen hebben sommige geleerden gesuggereerd dat het Omotisch de eerste onderfamilie was die zich van de Afro-Aziatische talen afsplitste. Anderen beweren dat Omotisch en Koesjitisch nauw verwant zijn. 

### Andere hypothesen
Sommige onderzoekers blijven het Omotisch classificeren als een tak van het Koesjitisch, waarbij Marcello Lamberti in verschillende werken mogelijke verdere isoglossen aandraagt. Anderen hebben twijfels geuit over het toebehoren van Zuid-Omotisch tot het Omotisch en beschouwen het in plaats daarvan als onderdeel van het Nilo-Saharaans. Dit wordt bijvoorbeeld ondersteund door de persoonlijke voornaamwoorden van het Zuid-Omotisch, die waarschijnlijk genetisch verwant zijn aan Nilo-Saharaanse voornaamwoorden. In 1982 opperde Derek Elderkin dat het Omotisch, samen met het Hadza, een taalfamilie vormde die ondergeordend was aan het Afro-Aziatisch. Ten slotte wordt betoogd dat de overeenkomsten tussen het Omotisch en de rest van het Afro-Aziatische taalgebied de aanname van een genetische verwantschap niet rechtvaardigen, en dat het Omotisch daarom als een onafhankelijke taalfamilie beschouwd moet worden.
- Gemeinsame Normdatei: 4224018-9
- Nationale Bibliotheek van Israël: 987007545913105171
- Système universitaire de documentation: 030404363